# Крид: Рађање легенде
Крид: Рађање легенде (енгл. Creed) је седми наставак филмског серијала о Рокију Балбои из 2015. године, кога игра Силвестер Сталоне, али овог пута се налази у улози тренера и ментора сина Апола Крида. Филм је режирао Рајан Куглер који је написао и сценарио.

## Радња
У овом наставку приче о Рокију, бивши светски првак у тешкој категорији, Роки Балбоа, постаје тренер и ментор Адониса Џонсона, сина његовог покојног пријатеља и бившег супарника Апола Крида.
Адонис Џонсон није познавао свог чувеног оца, Апола Крида, светског шампиона у тешкој категорији, који је умро пре његовог рођења. Ипак, бокс му је у крви па Адонис одлази у Филаделфију где је одржан меч између Апола Крида и тада почетника Рокија Балбое. Кад стигне у град, Адонис тражи од Рокија да му буде тренер. Иако истиче да је заувек изашао из света бокса, Роки види у Адонису снагу и одлучност какве је имао Аполо, његов жестоки супарник који му је постао најближи пријатељ. Прихватајући Адонисов предлог, Роки тренира младог боксера чак и кад се бивши шампион бори са супарником опаснијим од сваког с којим се дотад срео у рингу. Са Рокијем у свом углу, Адонис ће убрзо добити прилику да освоји титулу... 

## Улоге
| Глумац            | Улога                  |
| ----------------- | ---------------------- |
| Мајкл Б. Џордан   | Адонис Џонсон Крид     |
| Силвестер Сталоне | Роки Балбоа            |
| Теса Томпсон      | Бјанка Тејлор          |
| Филисија Рашад    | Мери Ен Крид           |
| Грејам Мактавиш   | Томи Холидеј           |
| Вуд Харис         | Тони „Литл Дјук” Еверс |
| Тони Белјев       | Рики Конлан            |

## Премијера
Филм се почео приказивати у биоскопима од 25. новембра 2015. године.

## Награде
Силвестер Сталоне је добио награду за најбољег споредног глумца у филму.